# Tympanota erecta
Tympanota erecta är en fjärilsart som beskrevs av W. Warren 1895. Tympanota erecta ingår i släktet Tympanota och familjen mätare. Inga underarter finns listade i Catalogue of Life.